# Wijsvinger

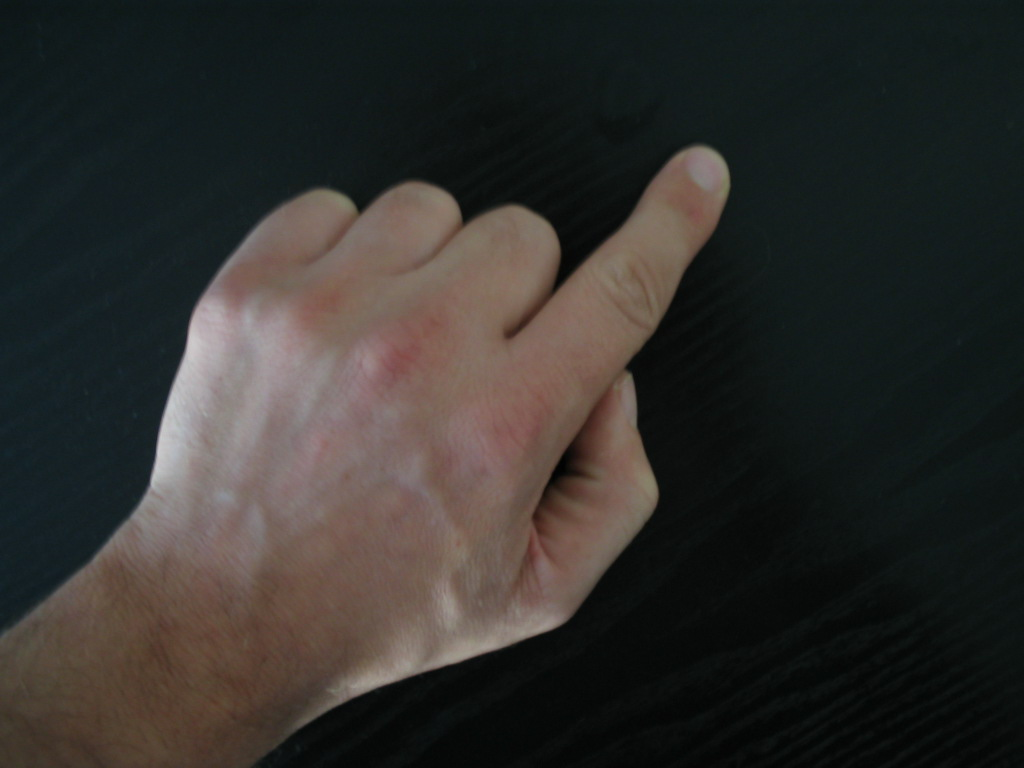
De wijsvinger

De wijsvinger is de tweede vinger van de menselijke hand.
De vinger heet zo, omdat men hem gebruikt om mee te wijzen of om dingen aan te wijzen. De Latijnse naam van de vinger is dan ook index (van het werkwoord indicare, aanwijzen), dat in het Nederlands onder andere inhoudsopgave betekent.
De wijsvinger is niet altijd de vinger geweest om mee te wijzen. De oude Grieken wezen met hun middelvinger, een gebaar dat een geheel andere betekenis heeft gekregen. Daarentegen is het erg onbeleefd in Azië om met de wijsvinger te wijzen; daar wijst men met de duim.
De wijsvinger wordt ook gebruikt om dingen mee op te vegen, bijvoorbeeld van een bord. De vinger wordt dan ook wel likkepot genoemd.
Bij amputatie van de wijsvinger (vanaf het tweede gewricht) raken de overige vingers als het ware gedesoriënteerd. Er is dan lange tijd nodig om gewend te raken aan het overnemen van zijn functies door de middelvinger.